# Pfälzerwald-Tour

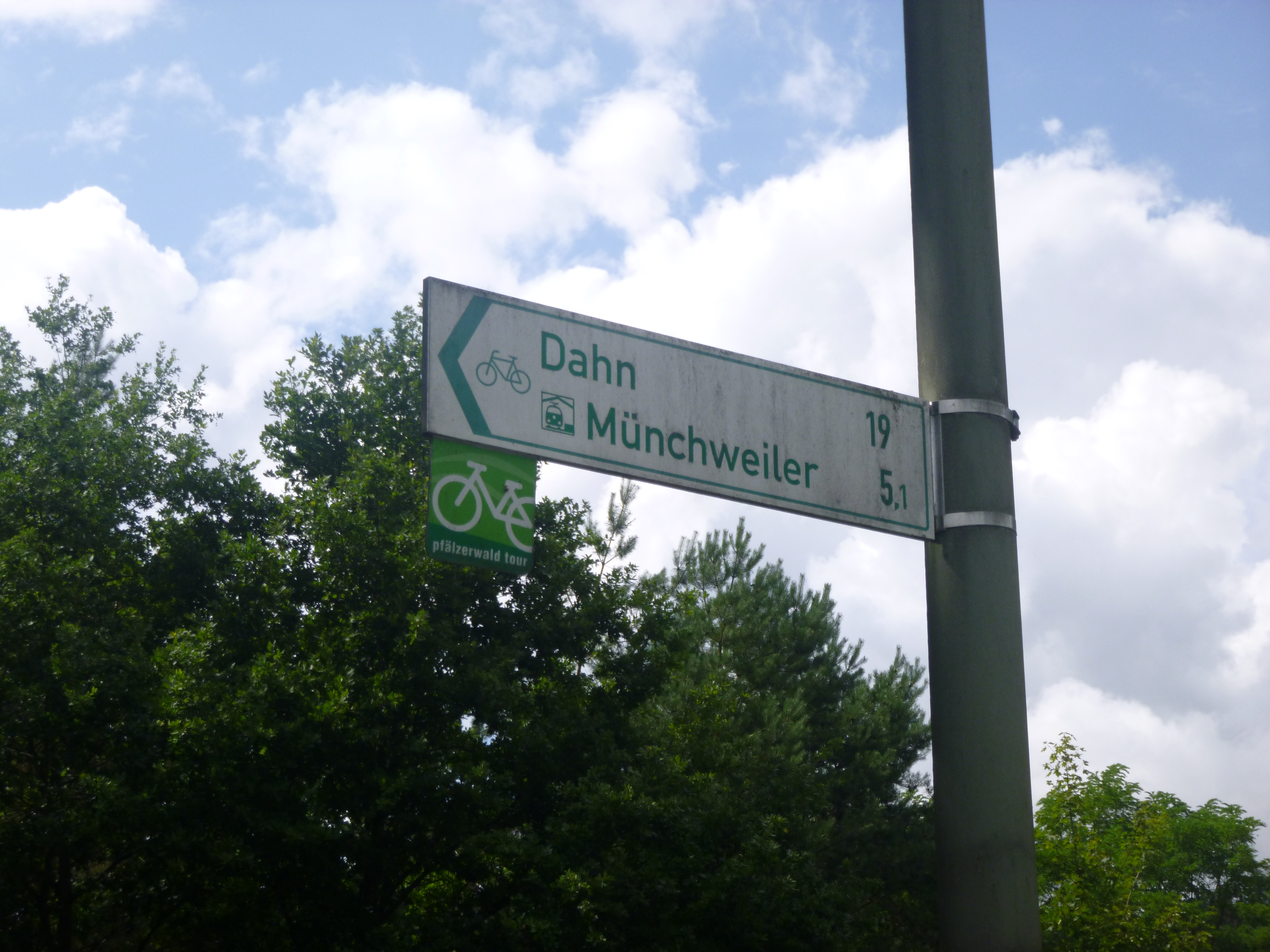
Pfälzerwald-Tour in Rodalben

Die Pfälzerwald-Tour ist ein Radweg in Rheinland-Pfalz, der überwiegend durch den Pfälzerwald verläuft.

## Verlauf
Der Radweg beginnt am Kaiserslauterer Hauptbahnhof und führt die ersten hundert Meter nach Norden, ehe er in einem 90-Grad-Winkel nach links abbiegt und anschließend nach Westsüdwest verläuft. Dabei unterquert er die Bahnstrecke Mannheim–Saarbrücken und führt anschließend parallel zur Biebermühlbahn. Dabei führt er zunächst durch den Stadtteil Hohenecken und passiert danach den Gelterswoog. Danach verläuft er nach Westen nach Queidersbach, streift dessen östlichen Siedlungsrand und verläuft fortan im Grenzbereich zwischen dem Pfälzerwald sowie der Sickinger Höhe. Es folgen die Gemeinden Linden und Horbach, ehe er in Steinalben ins Tal der Moosalbe einschwenkt.
Ab dort führt er über Waldfischbach-Burgalben bis zur Biebermühle erneut parallel zur Biebermühlbahn. Danach führt er durch Rodalben entlang der Bahnstrecke Landau–Rohrbach und dessen Stadtteil Neuhof. Es folgt eine Schleife über Münchweiler an der Rodalb, um schließend Merzalben zu passieren. Östlich von Merzalben durchläuft er erneut eine Schleife und passiert rechts den Schlossberg sowie links den Winschertberg.
Danach folgt er dem Wartenbach; östlich erstreckt sich der Wartenberg. Nachdem ersterer in die Lauter mündet, folgt die Pfälzerwald-Tour fortan letzterer. Einige Kilometer weiter südlich erreicht sie die Ortsgemeinde Hinterweidenthal samt dem zu ihr gehörenden Weiler Kaltenbach. Im Anschluss folgt der Radweg einige hundert Meter dem Lauf der Wieslauterbahn und passiert dabei den Bahnhof Hinterweidenthal Ort. Anschließend biegt er nach Osten ab, um auf Höhe der Bundesstraße 427 zu enden.